# Antonio Casali
Antonio Casali (ur. 25 maja 1715 w Rzymie, zm. 14 stycznia 1787 tamże) – włoski kardynał.

## Życiorys
Urodził się 25 maja 1715 roku w Rzymie, jako syn Giovanniego Battisty Casaliego i Marii Maddaleny Millini. Wyjechał na studia do Modeny, jednak potem powrócił do Rzymu, gdzie uzyskał doktorat utroque iure. Od dzieciństwa był przygotowywany do kariery kościelnej, pomimo braku powołania kapłańskiego, dlatego wstąpił na służbę do Kurii Rzymskiej, gdzie został m.in. referendarzem Najwyższego Trybunału Sygnatury Apostolskiej, dziekanem Kamery Apostolskiej i kanonikiem kapituły bazyliki liberiańskiej.
W 1760 roku zaproponowano mu objęcie nuncjatury we Francji, lecz Casali odmówił tłumacząc się niewystarczającymi środkami finansowymi a także niechęcią wobec przyjęcia święceń kapłańskich. Pełnił także funkcje protonotariusza apostolskiego, gubernatora Rzymu i wicekamrlinga Kościoła Rzymskiego. 12 grudnia 1770 roku został kreowany kardynałem in pectore. Jego nominacja na kardynała diakona została ogłoszona na konsystorzu 15 marca 1773 roku i nadano mu diakonię San Giorgio in Velabro.
Niespełna dwa tygodnie później został mianowany prefektem Kongregacji Dobrego Rządu i piastował ten urząd dożywotnio. Został powołany do komisji pracującej nad kasatą zakonu jezuitów, pod przewodnictwem Maria Marefoschi Compagnoniego. Jednak z powodu stanu zdrowia, hiszpański pierwszy sekretarz stanu José Moñino złożył wniosek o usunięcie Casaliego z komisji. Wówczas kardynał powrócił do pracy w Kongregacji, gdzie wraz z Andreą Corsinim, Francesciem Saverio de Zeladą, Francesciem Carafą i Mario Marefoschim postanowił odstąpić od surowego traktowania jezuitów uwięzionych w Zamku Świętego Anioła.
W przeddzień śmierci Klemensa XIV nakazał mobilizację służb porządkowych, obawiając się zamieszek w mieście. Ponieważ podczas konklawe 1774–1775 nie mógł sprawnie zapewniać bezpieczeństwa w Rzymie, zrzekł się funkcji progubernatora. W 1776 roku został członkiem komisji mającej dokonać przeglądu planu reformy podatkowej, przygotowanego kilka lat wcześniej przez Piusa VI, kiedy był on skarbnikiem generalnym. Casalli poparł projekt, sugerując poprawki, które zostały zaakceptowane. Zmarł 14 stycznia 1787 roku w Rzymie.